# Повернення (телесеріал)
Повернення (англ. The Comeback) — американський комедійний телесеріал, створений Лізою Кудров та Майклом Патріком Кінґом. 

## Синопсис
У телесеріалі йдеться про Валері Черіш, акторка сіткому, та про внутрішню кухню індустрії розважального телебачення.

## У ролях
- Ліза Кудров — Валері Черіш.
- Даміан Янґ[en] — Марк Берман, чоловік Валері.
- Роберт Майкл Морріс[en] — Міккі Діна, перукар Валері Черіш
- Лора Сільверман[en] — Джейн Бенсон.
- Малін Акерман — Джуна Міллкен.
- Ленс Барбер[en] — Полі Джі.
- Роберт Беґнелл — Том Пітерман.

## Показ
Тересеріал виходив на «HBO» з 5 червня 2005 по 4 вересня 2005 року. Через дев'ять років «Повернення» було відроджено для другого сезону з 8 серій, та транслювався з 9 листопада по 28 грудня 2014 року.